# Platytera
Platytera (Grieks: Παναγία, Panagia) is een van de standaard icoon-types in de Oosters-orthodoxe Kerken. De officiële naam is de "Moeder Gods van het Teken", in het Russisch: Знамение, Známenje.

## Afbeelding

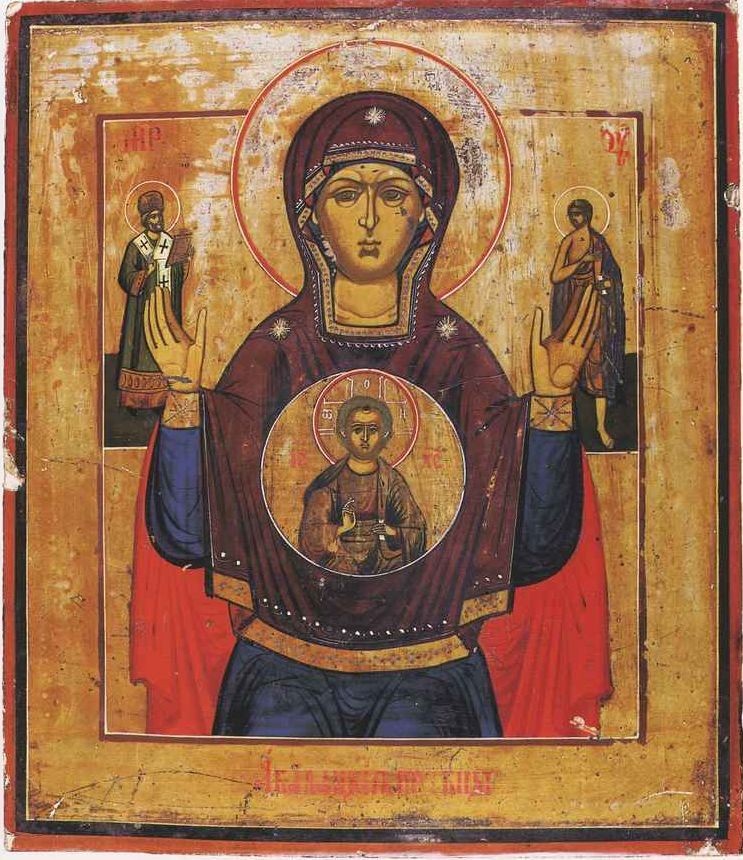
Russische icoon van de Moeder Gods van het Teken (Platytera) (19e eeuw)

De Moeder Gods wordt voorgesteld in de Byzantijnse gebedshouding, namelijk in de orante-houding met de armen opgeheven en de handen geopend. Ofwel wordt een staande figuur afgebeeld, ofwel een borstbeeld.
Vóór de borst van de Moeder Gods is er de beeltenis van Christus  ofwel in een medaillon, 'clipeus' genaamd ofwel zwevend zonder medaillon.

## Betekenis
Dit is geen voorstelling van moeder-met-kind-op-schoot. Het is de afbeelding van de Moeder Gods met Christus in haar schoot. Wat uitgebeeld wordt is het vooreeuwige Woord Gods in de 'emblematische figuur' van Immanuel met andere woorden de menswording van het Woord uit de Maagd Maria.
Er kan verwezen worden naar de profetie van Jesaja: "De Heer zelf zal u een teken geven: zie de Maagd wordt zwanger, en zij zal een zoon ter wereld brengen, en gij zult hem de naam Immanuël geven..." (Jesaja 7, 14).
De oorsprong van Maria's handgebaar ligt bij de oud-Griekse godsdienst: door zijn (gewassen) handpalmen te tonen, bewijst de biddende gelovige dat hij waardig is om voor de godheid te verschijnen. Zo ook toont de Maagd Maria dat zij zuiver genoeg is om God te ontvangen.